# Coppa Italia 1997-1998 (pallamano maschile)
La Coppa Italia di pallamano 1997-1998 è stata la 13ª edizione del torneo annuale organizzato dalla Federazione Italiana Gioco Handball.

Alla competizione parteciparono le quattordici squadre della Serie A1 1997-1998 più le ventotto squadre partecipanti alla Serie A2 1997-1998.

Il torneo fu vinto, per la prima volta nella sua storia, dalla Pallamano Prato.

## Formula
Tutti i turni di qualificazione sono stati disputati con la formula dell'eliminazione diretta con incontri di sola andata, tranne la finale che venne disputata tramite gare di andata e ritorno.

## Squadre partecipanti

### Serie A1
- Bologna 1969
- Gymnasium Bologna
- Brixen
- Conversano
- Haenna
- Mazara
- Meran

- Modena
- Mordano
- Prato
- Rubiera
- Ortigia
- Teramo
- Trieste

### Serie A2
Girone A
- Biella
- Bozen
- Taufers
- Carpi
- Città Sant'Angelo
- Cologne
- Imola
- Cellini Padova
- Parma
- Ambra
- Rovereto
- Tassina Rovigo
- CUS Venezia
- Vicenza

Girone B
- Benevento
- Chieti
- Ciampino 95
- Junior Fasano
- Gaeta
- Messina
- ACLI Napoli
- CUS Palermo
- PGS Ranchibile
- Palermo
- Regalbuto
- Rosolini
- Jchnusa Sassari
- VVFF Siracusa

## Primo turno
| Squadra 1      | Squadra 2         | Risultato  |
| -------------- | ----------------- | ---------- |
| CUS Venezia    | Cellini Padova    | Venezia    |
| CUS Venezia    | Cellini Padova    | 25 - 26    |
| Taufers        | Bozen             | Taufers    |
| Taufers        | Bozen             | 21 - 28    |
| Vicenza        | Rovereto          | Vicenza    |
| Vicenza        | Rovereto          | 18 - 26    |
| Cologne        | Biella            | Cologne    |
| Cologne        | Biella            | 28 - 17    |
| Imola          | Tassina Rovigo    | Imola      |
| Imola          | Tassina Rovigo    | 15 - 17    |
| Carpi          | Parma             | Carpi      |
| Carpi          | Parma             | 23 - 21    |
| Ciampino 95    | Ambra             | Ciampino   |
| Ciampino 95    | Ambra             | 27 - 29    |
| ACLI Napoli    | Gaeta             | Napoli     |
| ACLI Napoli    | Gaeta             | 22 - 26    |
| Chieti         | Città Sant'Angelo | Chieti     |
| Chieti         | Città Sant'Angelo | 33 - 30    |
| Junior Fasano  | Benevento         | Fasano     |
| Junior Fasano  | Benevento         | 21 - 26    |
| PGS Ranchibile | Jchnusa Sassari   | Ranchibile |
| PGS Ranchibile | Jchnusa Sassari   | 18 - 28    |
| VVFF Siracusa  | Rosolini          | Siracusa   |
| VVFF Siracusa  | Rosolini          | 25 - 30    |
| Palermo        | Messina           | Palermo    |
| Palermo        | Messina           | 22 - 31    |
| Regalbuto      | CUS Palermo       | Regalbuto  |
| Regalbuto      | CUS Palermo       | 18 - 23    |

## Secondo turno
| Squadra 1       | Squadra 2         | Risultato       |
| --------------- | ----------------- | --------------- |
| Cellini Padova  | Trieste           | Padova          |
| Cellini Padova  | Trieste           | 17 - 31         |
| Bozen           | Brixen            | Bolzano         |
| Bozen           | Brixen            | 10 - 29         |
| Rovereto        | Meran             | Rovereto        |
| Rovereto        | Meran             | 21 - 30         |
| Cologne         | Rubiera           | Cologne         |
| Cologne         | Rubiera           | 19 - 26         |
| Tassina Rovigo  | Bologna 1969      | Rovigo          |
| Tassina Rovigo  | Bologna 1969      | 20 - 19         |
| Carpi           | Mordano           | Carpi           |
| Carpi           | Mordano           | 23 - 19         |
| Ambra           | Modena            | Poggio a Caiano |
| Ambra           | Modena            | 12 - 30         |
| Gaeta           | Prato             | Gaeta           |
| Gaeta           | Prato             | 15 - 28         |
| Chieti          | Teramo            | Chieti          |
| Chieti          | Teramo            | 15 - 20         |
| Benevento       | Conversano        | Benevento       |
| Benevento       | Conversano        | 14 - 27         |
| Jchnusa Sassari | Gymnasium Bologna | Sassari         |
| Jchnusa Sassari | Gymnasium Bologna | 22 - 23         |
| Rosolini        | Ortigia           | Rosolini        |
| Rosolini        | Ortigia           | 19 - 26         |
| Messina         | Mazara            | Messina         |
| Messina         | Mazara            | 20 - 19         |
| CUS Palermo     | Haenna            | Palermo         |
| CUS Palermo     | Haenna            | 16 - 38         |

## Ottavi di finale
| Squadra 1         | Squadra 2 | Risultato  |
| ----------------- | --------- | ---------- |
| Jchnusa Sassari   | Haenna    | Sassari    |
| Jchnusa Sassari   | Haenna    | 23 - 47    |
| Conversano        | Teramo    | Conversano |
| Conversano        | Teramo    | 24 - 20    |
| Carpi             | Modena    | Carpi      |
| Carpi             | Modena    | 16 - 31    |
| Meran             | Brixen    | Merano     |
| Meran             | Brixen    | 19 - 24    |
| Gymnasium Bologna | Rubiera   | Bologna    |
| Gymnasium Bologna | Rubiera   | 22 - 21    |
| Tassina Rovigo    | Trieste   | Rovigo     |
| Tassina Rovigo    | Trieste   | 17 - 27    |
| Bologna 1969      | Prato     | Bologna    |
| Bologna 1969      | Prato     | 23 - 24    |
| Messina           | Ortigia   | Messina    |
| Messina           | Ortigia   | 29 - 28    |

## Quarti di finale
| Squadra 1         | Squadra 2  | Risultato  |
| ----------------- | ---------- | ---------- |
| Messina           | Haenna     | Messina    |
| Messina           | Haenna     | 21 - 25    |
| Gymnasium Bologna | Conversano | Bologna    |
| Gymnasium Bologna | Conversano | 28 - 29    |
| Prato             | Modena     | Prato      |
| Prato             | Modena     | 21 - 16    |
| Brixen            | Trieste    | Bressanone |
| Brixen            | Trieste    | 19 - 15    |

## Semifinali
| Squadra 1 | Squadra 2  | Risultato |
| --------- | ---------- | --------- |
| Haenna    | Conversano | Enna      |
| Haenna    | Conversano | 28 - 22   |
| Prato     | Brixen     | Prato     |
| Prato     | Brixen     | 32 - 26   |

## Finale
| Squadra 1 | Squadra 2 | Andata  | Ritorno | Totale  |
| --------- | --------- | ------- | ------- | ------- |
| Haenna    | Prato     | Enna    | Prato   | 43 - 48 |
| Haenna    | Prato     | 22 - 23 | 21 - 25 | 43 - 48 |